# Dżamal Abd an-Nasir Hanafi Muhammad
Dżamal Abd an-Nasir Hanafi Muhammad (arab. جمال عبدالناصر حنفي محمد; ur. 24 lutego 1999) – egipski zapaśnik walczący w stylu wolnym. Olimpijczyk z Paryża 2024, gdzie zajął czternaste miejsce w kategorii do 57 kg. Dwunasty na mistrzostwach świata w 2023 roku.
Złoty medalista igrzysk afrykańskich w 2023 i brązowy w 2019. Mistrz Afryki w 2022; drugi w 2023 i trzeci w 2018 i 2019 i 2020. Zajął piąte miejsce na igrzyskach śródziemnomorskich w 2022. Złoty medalista mistrzostw arabskich w 2018 i 2021; drugi w 2019. Mistrz Afryki juniorów w 2018 i kadetów w 2014 i 2015 roku.